# Mario Tomić (glazbenik)
Mario Tomić (Split, 1987.) hrvatski je jazz glazbenik, skladatelj, glazbeni aranžer i producent koji živi i djeluje u Sjedinjenim Državama.
»Guitar Records« proglasio ga je najboljim gitaristom svijeta 2005. godine, a 2012. dobio je Srebrnu nagradu za jazz-fusion skladbu godine američke diskografske kuće »Uplaya« za skladbu »Tribual fusion«.
Prema mišljenju urednika tristotinjak mrežnih portala uvršten je na popis deset najboljih glazbenika svijeta na području progresivno-instrumentalnog rocka.
Skladao je glazbu za televizijske emisije »Globalno sijelo«, »Dobro jutro, Hrvatska« te dokumentarne filmove »Tolerancijom do mira« i »Meditacija sunca«. Izdao je i četiri CD-a. Svirao je s glasovitim gitaristom Tommyjem Emmanuelom na Prokurativama.